# Dickey (Dakota del Nord)
Dickey è un centro abitato (city) degli Stati Uniti d'America, situato nella Contea di LaMoure, nello Stato del Dakota del Nord. Nel censimento del 2000 la popolazione era di 57 abitanti. La città è stata fondata nel 1885.

## Geografia fisica
Secondo i rilevamenti dell'United States Census Bureau, la località di Dickey si estende su una superficie di 0,60 km², tutti occupati da terre.

## Popolazione
Secondo il censimento del 2000, a Dickey vivevano 57 persone, ed erano presenti 12 gruppi familiari. La densità di popolazione era di 100 ab./km². Nel territorio comunale si trovavano 31 unità edificate. Per quanto riguarda la composizione etnica degli abitanti, il 100% era bianco.
Per quanto riguarda la suddivisione della popolazione in fasce d'età, il 17,5% era al di sotto dei 18, il 14,0% fra i 18 e i 24, il 21,1% fra i 25 e i 44, il 29,8% fra i 45 e i 64, mentre infine il 17,5% era al di sopra dei 65 anni di età. L'età media della popolazione era di 43 anni. Per ogni 100 donne residenti vivevano 119,2 maschi.